# Трећа жена
„Трећа жена” је хрватски филм из 1997. године. Режирао га је Зоран Тадић а сценарио су написали Павао Павличић и Зоран Тадић.
Сценарио је написан према мотивима филма "Трећи човек" Карола Рида.

## Радња
Загреб крајем 1991. и почетком 1992. Време је рата у Хрватској, а у граду влада затишје и тескоба. Млада привлачна жена Хела Мартинић вратила се након вишегодишњег боравка у Аустралији те тражи своју најбољу пријатељицу Веру Краљ, која је тајанствено нестала. Ток догађаја открива да Вера стоји на челу тајне антихрватске организације, састављене од бивших комуниста.

## Улоге
| Глумац            | Улога                     |
| ----------------- | ------------------------- |
| Ена Беговић       | Хела Мартинић             |
| Ведран Мликота    | Антун                     |
| Филип Шоваговић   | Инспектор Херцег          |
| Алма Прица        | Вера Краљ                 |
| Влатко Дулић      | Паић                      |
| Гордана Гаџић     | Госпођа Куртек            |
| Вера Зима         | Доктор Винкић             |
| Божидарка Фрајт   | Фаника                    |
| Фабијан Шоваговић | Фунтак                    |
| Зоран Покупец     | Кривић                    |
| Младен Црнобрња   | Фактор                    |
| Љубо Капор        | Мркић (као Љубомир Капор) |
| Емил Глад         | Избезумљени               |
| Јадранка Матковић | Рецепционерка             |
| Миа Оремовић      | Кривићева пратиља         |
| Вида Јерман       | Кривићева пратиља         |
| Тена Штивичић     | Кривићева пратиља         |
| Отокар Левај      | Полицајац                 |
| Жарко Савић       | Возач                     |

Остале улоге  ▼
| Глумац            | Улога         |
| ----------------- | ------------- |
| Фрањо Јурчец      | Димњачар      |
| Олга Пивач        | Суседа        |
| Сретен Мокровић   | Углађени      |
| Давор Борчић      | Ћутљиви       |
| Младен Вулић      | Грмаљ         |
| Марица Видушић    | Жена с цвећем |
| Маринко Прга      | Прогонитељ    |
| Домагој Кнежевић  | Прогонитељ    |
| Томислав Кнежевић | Свећеник      |
| Гали Хамад        | Девојцица     |
| Стипе Гулин       | Посетитељ     |
| Јурај Гросингер   | Улични свирач |
| Дамир Поса        | Улични свирач |
| Велимир Цигановић | Улични свирач |
| Зоран Тадић       |               |

## Награде
На Пулском фестивалу филм је награђен Златним аренама за главну (Ена Беговић) и епизодну (Алма Прица) женску улогу, фотографију и костимографију, а сам Тадић добио је Велику златну арену за целокупни ауторски допринос хрватској филмској уметности.